# Prisco (martire)
Prisco (Nuceria Alfaterna, I secolo – Nuceria Alfaterna, 16 settembre 68) è stato un martire, venerato come santo dalla Chiesa cattolica.
Il Martirologio di san Girolamo racconta che sotto Nerone furono martirizzati a Nola un Felice e a Nuceria Alfaterna un Felice, una Costanza (o un Costanzio) e un Prisco (che aveva subito il martirio il 16 settembre dello stesso anno).
Data l'omonimia, Prisco martire è stato a lungo identificato con il Prisco primo vescovo di Nocera. 
Tuttavia questa circostanza non trova conferme in quanto è più probabile che Prisco di Nocera sia vissuto nel III-IV secolo.